# Liste des districts du Bengale occidental

Les 19 districts du Bengale-Occidental.

Le Bengale-Occidental en Inde.

L'État du Bengale-Occidental en Inde est formé de 19 districts en 2013, et 23 districts depuis 2017.

## Liste des districts
| Sigle | District               | Chef-lieu      | Population (2011) | Superficie (km²) | Densité 2011 | Site officiel                                                                         |
| ----- | ---------------------- | -------------- | ----------------- | ---------------- | ------------ | ------------------------------------------------------------------------------------- |
| BN    | Bankura                | Bankura        | 3 596 292         | 6 882            | 523          | http://bankura.nic.in/                                                                |
| BR    | Bardhaman              | Bardhaman      | 7 723 663         | 7 024            | 1 100        | http://bardhaman.nic.in/                                                              |
| BI    | Birbhum                | Suri           | 3 502 387         | 4 545            | 771          | http://birbhum.gov.in/                                                                |
| KB    | Cooch Behar            | Cooch Behar    | 2 822 780         | 3 387            | 833          | http://coochbehar.gov.in/                                                             |
| DD    | Dakshin Dinajpur       | Balurghat      | 1 670 931         | 2 183            | 753          | http://ddinajpur.nic.in/                                                              |
| DA    | Darjeeling             | Darjeeling     | 1 842 034         | 3 149            | 585          | http://darjeeling.gov.in/                                                             |
| HG    | Hooghly                | Hugli-Chuchura | 5 520 389         | 3 149            | 1 753        | http://hooghly.nic.in/                                                                |
| HR    | Haora                  | Howrah         | 4 841 638         | 1 467            | 3 300        | http://howrah.gov.in/                                                                 |
| JA    | Jalpaiguri             | Jalpaiguri     | 3 869 675         | 6 227            | 621          | http://jalpaiguri.nic.in/                                                             |
| KO    | Calcutta               | Calcutta       | 4 486 679         | 185              | 24 252       | « http://kolkata.gov.in/ »(Archive.org • Wikiwix • Archive.is • Google • Que faire ?) |
| MA    | Malda                  | English Bazar  | 3 997 970         | 3 733            | 1 071        | http://malda.nic.in/                                                                  |
| MSD   | Murshidabad            | Baharampur     | 7 102 430         | 5 324            | 1 334        | http://murshidabad.gov.in/                                                            |
| NA    | Nadia                  | Krishnanagar   | 5 168 488         | 3 927            | 1 316        | http://nadia.nic.in/                                                                  |
| PN    | North 24 Parganas      | Barasat        | 10 082 852        | 4 094            | 2 463        | http://north24parganas.nic.in/                                                        |
| PM    | Paschim Medinipur      | Midnapore      | 5 094 238         | 9 345            | 1 076        | http://paschimmedinipur.gov.in/                                                       |
| PR    | Purba Medinipur        | Tamluk         | 4 417 377         | 4 736            | 923          | http://purbamedinipur.gov.in/                                                         |
| PU    | Purulia                | Purulia        | 2 927 965         | 6 259            | 468          | http://purulia.gov.in/                                                                |
| PS    | South 24 Parganas      | Alipore        | 8 153 176         | 9 960            | 819          | http://s24pgs.gov.in/                                                                 |
| UD    | Dinajpur septentrional | Raiganj        | 3 000 849         | 3 180            | 956          | http://uttardinajpur.nic.in/                                                          |

Le District de Bardhaman a été scindé en deux en 2017 : Paschim Bardhaman et Purba Bardhaman.